# Nowiny (powiat włoszczowski)
Nowiny – wieś w Polsce położona w województwie świętokrzyskim, w powiecie włoszczowskim, w gminie Kluczewsko.
W latach 1975–1998 miejscowość położona była w województwie piotrkowskim.
Przez wieś przechodzi  niebieska ścieżka rowerowa do Radkowa.
Wierni Kościoła rzymskokatolickiego należą do parafii św. Mikołaja w Żeleźnicy.